# Henry Perrine
Henry Perrine (5 de abril de 1797 - 7 de agosto de 1840) fue un médico y botánico estadounidense. Fue cónsul en Campeche, México y un entusiasta en introducir plantas tropicales en los Estados Unidos.
Henry Edward Perrine nació o bien a Nuevo Brunswick (Nueva Jersey) o Cranbury (Nueva Jersey), Estudió medicina. En 1821 accidentalmente se envenenó por arsénico y nunca se recuperó del todo.
Después del envenenamiento por arsénico, el frío le afectaba mucho y en 1824 se trasladó a Natchez, Misisipi esperando que un clima más cálido le ayudaría en su recuperación. En Natchez comenzó a estudiar las plantas medicinales, entre ellas estudió y publicó sobre la quinina (1826) ya que en Natchez la malaria era una enfermedad común.
Su estancia como cónsul en Campeche le llevará 10 años y Perrine estaba convencido de que la única parte de los Estados Unidos donde se podían introducir plantas tropicales, tal como quería que se hiciera el gobierno de los Estados Unidos, era la punta sur de Florida. En 1838 Perrine y su familia pasaron a residir en Florida Keys para introducir mediante un vivero las plantas tropicales, aunque en ese momento había guerra con los indios semínolas, los que finalmente mataron a Perrine.
- La abreviatura «Perrine» se emplea para indicar a Henry Perrine como autoridad en la descripción y clasificación científica de los vegetales.[5]